# Колодна (річка)
Колодна — річка у Дворічанському районі Харківської області, ліва притока Оскілу (басейн Сіверського Дінця).

## Опис
Довжина річки 15 км, похил річки — 4,3 м/км. Формується з декількох безіменних струмків та водойм. Площа басейну 76,4 км2.

## Розташування
Колодна бере початок у селі Берестове. Тече на північний захід у межах села Богданівське і на території Дворічанського національного природного парку впадає в річку Оскіл, ліву притоку Сіверського Дінця.